# Stactobia bienda
Stactobia bienda är en nattsländeart som beskrevs av Olah 1989. Stactobia bienda ingår i släktet Stactobia och familjen smånattsländor. Inga underarter finns listade i Catalogue of Life.